# Šamorín
Šamorín es un municipio del distrito de Dunajská Streda en la región de Trnava, Eslovaquia, con una población estimada a final del año 2024 de 13 672 habitantes.
Se encuentra ubicado al sur de la región, cerca de los ríos Danubio y Váh, y de la frontera con Hungría y la región de Bratislava.

## Demografía
| Año        | 1994   | 2004    | 2014    | 2024    |
| ---------- | ------ | ------- | ------- | ------- |
| Población  | 12 182 | 12 339  | 13 028  | 13 672  |
| Diferencia |        | +1,28 % | +5,58 % | +4,94 % |

| Año        | 2023   | 2024    |
| ---------- | ------ | ------- |
| Población  | 13 635 | 13 672  |
| Diferencia |        | +0,27 % |